# Леополд Берхтолд
Леополд Берхтолд (на немски: Leopold Berchtold) е австрийски граф, дипломат и политик.

## Живот
Роден е на 18 април 1863 година във Виена в едно от големите земевладелски семейства в Австрийската империя с големи владения в Моравия и Унгария.
През 1893 година постъпва на дипломатическа служба и работи в различни посолства на Австро-Унгария, а през 1906 – 1911 година е посланик в Русия. През 1908 година постига споразумение с Русия за Анексията на Босна и Херцеговина, подписано в личното му имение Бухлау.
През 1912 година става външен министър и ръководи австро-унгарската дипломация по време на Балканските войни и първите месеци на Първата световна война. В началото на 1915 година е отстранен от поста, критикуван за прекалените отстъпки, които предлага на Италия за присъединяването ѝ към Централните сили. След това заема високи постове в двора на император Карл I, а след края на империята се оттегля в именията си в Унгария.
Леополд Берхтолд умира на 21 ноември 1942 година в имението си в Пересне на 79-годишна възраст.